# فاتت جنبنا
فاتت جنبنا هي أغنية غناها عبد الحليم حافظ عام 1974 من تأليف حسين السيد، وتلحين محمد عبد الوهاب.

## الأغنية
هذه الأغنية هي الأغنية العاطفية الأولى التي يغنيها عبد الحليم من ألحان محمد عبد الوهاب بعد أغنية «يا خلي القلب» في فيلم أبي فوق الشجرة عام 1969، وذلك على الأرجح بسبب اتجاه عبد الحليم إلى الأغاني الطويلة بدءاً من أغنية زي الهوا عام 1970، وانشغال عبد الوهاب بتلحين الأغاني الطويلة لأم كلثوم.
لكن بعد تقاعد أم كلثوم بدءاً من يناير 1973 بسبب المرض، صار ممكناً لعبد الوهاب أن يلحن أغانَي طويلة لغيرها من المطربين.
كان لقاء عبد الحليم مع الشاعر حسين السيد في «فاتت جنبنا» هو الأول منذ لقاءهما في أغنيتي "حاجة غريبة"، و"جبار" في فيلم معبودة الجماهير عام 1967، كما أنهما لم يلتقيا بعد "فاتت" جنبنا" في أي عمل، رغم أنهما التقيا كثيراً فيما مضى، فمثلاً ألف حسين السيد أغاني فيلمي دليلة، وبنات اليوم.
تتحدث قصة «فاتت جنبنا» عن شخصين، أحدهما يمثل دوره عبد الحليم وهو الذي يقوم برواية القصة غناءً، وكلا الشخصين يعجبان بفتاة، وتختار الفتاة في النهاية أحد الشخصين، ويتضح في النهاية أنه الشخص الذي يمثله عبد الحليم حافظ.
قالت الدكتورة حامدة حسين السيد (ابنة الشاعر) في إحدى اللقاءت التلفزيونية أن قصة الأغنية في الأصل كانت تنتهي بإعجاب الفتاة بالشخصية الأخرى (أي ليست شخصية عبد الحليم)، لكن عبد الوهاب أقنع حسين السيد بتغيير هذه النهاية، وجعل الشخصية التي يمثلها عبد الحليم هي المنتصرة في النهاية.
غنّى عبد الحليم هذه الأغنية في 30 يونيو 1974 في نفس اليوم الذي غنّى فيه أغنية «أي دمعة حزن ..لاا».